# Rodan (film)
Série Showa
Le Retour de Godzilla
(1955) Mothra
(1961)
Série Millenium
Godzilla
(1954) Mothra
(1961)
Pour plus de détails, voir Fiche technique et Distribution.
Rodan (空の大怪獣 ラドン, Sora no Daikaijū Radon) est un film japonais réalisé par Ishirō Honda en 1956.

## Synopsis
Des mineurs sont attaqués dans un chantier près du mont Aso. Des policiers envoyés les chercher sont retrouvés déchiquetés. On identifie les coupables : des Meganulons, des larves de libellules préhistoriques géantes. Un des mineurs est retrouvé amnésique et en état de choc ; il déclare avoir vu un œuf géant éclore dans les mines. Quelque temps plus tard des avions sont détruits par un mystérieux objet volant.

## Fiche technique
- Titre : Rodan
- Titre original : 空の大怪獣ラドン (Sora no Daikaijū Radon?)
- Titre anglais : Rodan! The Flying Monster
- Scénariste : Takeshi Kimura, Ken Kuronuma et Takeo Murata
- Producteur :  Tomoyuki Tanaka et Franck King (pour la version américaine)
- Musique originale : Akira Ifukube
- Pays de production :  Japon
- Langue : japonais, anglais, mandarin et tagalog
- Durée : 82 min. (version japonaise), 72 min. (version américaine)
- Dates de sorties :
  -  Japon : 26 décembre 1956
  -  États-Unis : 6 août 1957
  -  France : 1er octobre 1958
- Monstres : Rodan, Meganulon

## Distribution
- Kenji Sahara : Shigeru Kawamura
- Yumi Shirakawa : Kiyo
- Akihiko Hirata : professeur Kyōichirō Kashiwagi
- Akio Kobori : Nishimura
- Minosuke Yamada : Oseki
- Yoshifumi Tajima : Izeki
- Yasuko Nakata : la jeune mariée
- Kiyoharu Onaka : le jeune marié
- Haruo Nakajima : Rodan
- Yasuhisa Tsutsumi : Imamura, pilote de F-86F
- Ichirō Chiba : chef de la police
- Mike Daneen : Okinawa
- Tazue Ichimanji : Haru, le voisin de Kiyo
- Saburō Iketani : présentateur radio
- Saburō Kadowaki : un technicien de laboratoire
- Tateo Kawasaki : Tsune
- Fuyuki Murakami : professeur Minami (science) (non crédité)

## Commentaires
C'est le premier kaijū eiga tourné en couleurs.
Dans la version américaine, des scènes montrant la bombe atomique ont été ajoutées et l'on insiste bien sur le nucléaire comme cause de l'apparition des monstres.
Ce film et King Kong contre Godzilla auraient dû être un seul et même film appelé Bride of Godzilla : Godzilla aurait dû affronter Anguilas (un ankylosaure), une femme robotique (surnommée Robot Daughter), un caméléon et un archéoptéryx (possiblement Rodan) ; ils sont tous les quatre remplacés par le gorille King Kong pour Godzilla et l'insecte Meganulon pour le ptérosaure Rodan.